# Bear in the Big Blue House
Bear in the Big Blue House (Bear en la gran casa azul en Hispanoamérica y El oso de la casa azul en España) es una serie infantil creada por The Jim Henson Company. Se centra en un oso de 2 metros y su gran casa azul donde habita con todos sus amigos. Con su aventuras enseña a los niños a compartir, resolver problemas, cooperar, entre otras lecciones de vida.
En 2002, The Jim Henson Company vendió los derechos de Bear in the Big Blue House a The Walt Disney Company.

## Argumento
Bear (Oso en España), un oso marrón y curioso con un buen sentido del olfato, vive en la gran casa azul con sus amigos: Ojo (una osezna), Tutter (un ratón), Treelo (un lémur), Pip y Pop (dos hermanos nutria) y Sombra (que es una chica que siempre cuenta historias y ríe). Ellos son muy diferentes en apariencia, pero comparten un mismo corazón. Él y sus amigos tienen muchas aventuras juntos, la mayor parte sucediendo en la casa.

## Doblaje
- Ricardo Alanis - Narrador
- Ariel Abadi (diálogos) y Adrián Odriozola (canciones) - Bear
- Livia Fernán (diálogos) y Irene Guiser (canciones) - Luna
- Diego Brizzi
- Alejandro Outeyral

## Popularidad
Bear en la gran casa azul tuvo un largo periodo de fama en Disney Channel. El programa inicialmente se produjo de 1997 a 2003. Después de tres años inactivo apareció el spin-off Desayunando con Bear. 
En España llegó en 1998 en Disney Channel en el bloque de fuente mágico con episodios de la primera temporada. En 2001 llegó Playhouse Disney España y empezó a emitir episodios reciclados de las primeras tres temporadas. En 2003 se emitieron los nuevos episodios de la cuarta temporada, mientras que Disney Channel también retransmitió episodios por las noches. 
Disney anunció planes de eventos y nueva mercancía para celebrar el décimo aniversario del show en 2002.

## Transmisiones internacionales
| País/Región          | Canal                               |
| -------------------- | ----------------------------------- |
| Australia            | Australian Broadcasting Corporation |
| Estados Unidos       | Playhouse Disney                    |
| Irlanda              | RTÉ Two                             |
| México               | Playhouse Disney y Canal 5          |
| Reino Unido          | Five y Playhouse Disney             |
| Polonia              | MiniMini+                           |
| República Dominicana | Telecentro Canal 13                 |
| El Salvador          | TVES Canal 10                       |
| Latinoamérica        | Playhouse Disney Channel            |

## Premios
- Premios Daytime Emmy

2000 – Outstanding Sound Mixing – Peter Hefter y John Alberts (won) (empatado con Bill Nye the Science Guy y Honey, I Shrunk the Kids: The TV Show)
2000 – Mejor dirección en una serie infantil – Mitchell Kriegman, Richard A. Fernandes y Dean Gordon (won)
2003 – Mejor dirección en una serie infantil – Mitchell Kriegman y Dean Gordon (won)
- Parent's Choice Gold Award Winner – 2000,[3] 2002[4]
- Director's Guild Award – Destacados logros como director en programas infantiles - "Episodio 225: Love Is All You Need"